# Internet Protocol Datacast
IPDC son las siglas de Internet Protocol Datacast. Es el nombre que recibe un nuevo sistema de radiodifusión que permite emitir todo tipo de contenidos digitales a aparatos móviles. Está basado en IP añadiendo las mejoras necesarias para hacer más eficiente la distribución y recepción de este tipo de datos.
Esta tecnología está en período de desarrollo y aunque no está estandarizada está bien definida por DVB.
Las especificaciones para IPDC son las que permitirán que el sistema comercial de televisión móvil se despliegue por todo el territorio. El sistema está diseñado de tal forma que usa la capa física del estándar DVB-H pero también acepta DVB-SH (inglés). Concretamente, IPDC describe a qué servicios podemos acceder desde un aparato móvil y como se recibe esta información, también contiene una descripción del contenido y de cómo ha sido protegida.
Una característica importante es que el sistema IPDC crea una red híbrida que aprovecha la unidireccionalidad, gran capacidad y área de cobertura que describe el estándar DVB-H, y el canal establecido por sistemas de telefonía móvil, más restringido en cuanto a la cobertura y capacidad pero con la ventaja de ser bidireccional. IPDC es la unión entre estos canales de comunicaciones dispares que permite que cooperen entre ellos de una manera efectiva para ofrecer nuevos servicios a los usuarios.

## Qué ofrece IPDC sobre DVB-H
- Permite ver la televisión en cualquier lugar desde un receptor móvil de pequeñas dimensiones.
- Se trata de un servicio de broadcast que permite que la información digital llegue a todos. Aunque habrá que crear nuesvas infraestructuras para el interior de edificios y coches en movimiento.
- Mientras que un canal de TDT (MPEG-2 sobre DVB-T) ocupa 5MHz, las reducidas dimensiones de los aparatos utilizados hacen que se pueda gozar de televisión en alta definición con tan sólo 383kbps.
- La pequeñas pantallas también permiten que en el mismo canal quepan muchos más programas. Eso implica que donde con TDT tenemos de 3 a 4 (dependiendo de la calidad), con IPDC se puede llegar a 25 u 80 manteniendo la calidad aparente.
- El canal bidireccional permite una televisión interactiva móvil.
- El hecho de poder ver televisión donde uno quiera crea nuevos máximos de audiencia que las cadenas podrán explotar para ofrecer nuevos contenidos.
- El sistema define una ESG (Electronic Service Guide) que indica al usuario los servicios disponibles, a la vez que su horario y contenido.
- También se puede implementar comercio electrónico (inglés) para dar servicio de prepago a través del receptor. De esta forma los creadores de contenidos tendrán la possibilidad de cobrar por visualizar sus productos. También es gracias al canal de retorno.

## Arquitectura de IPDC
La arquitectura de IPDC define una manera común para todos de clasificar la información de los eventos ofrecidos, de esta forma todos los receptores son capaces de descodificar y mostrar por pantalla el contenido seleccionado.
La tabla siguiente muestra los diferentes niveles de la arquitectura:
Como se ha dicho anteriormente, IPDC aparte de transportar los datos en sí define el tipo de servicio al que podemos acceder, como se recibirá esta información, incluye una descripción del contenido y la forma en que se ha cifrado todo ello. 

### ESG
Con tal de poder llevar a cabo estas cuatro tareas se genera la ESG (guía electrónica de servicios. DVB la caracteriza perfectamente su implementación para que todos los receptores la puedas descodificar. Con esta herramiente los usuarios pueden decidir qué quieren ver antes de comprar el producto. Para detalles técnicos visitar: 

### CDP
Los paquetes IP también contienen el CDP (Content Delivery Protocols). Define las dos maneras de entregar la información, en forma de fichero o en streaming. Por este motivo existe esta capa que especifica cómo actuar en cada caso. Si se trata de un fichero incluye la funcionalidad de seguridad con técnicas de FEC (inglés) que son capaces de reparar errores si son detectados. Para el caso de streaming de audio y video, por ejemplo, contiene la hora de inicio y final del programa en cuestión.

### SPP
El SPP (Service Purchase and Protection), explica los mecanismos que se pueden utilizar para cifrar la información transportada y la señalización que el receptor usará para identificar si los datos están protegidos y de qué manera lo han sido. Hay dos tipos: Open Security Framework i 18Crypt. El primero soluciona las actualizaciones de claves de descifrado e itinerancia, más conocido como roaming, de los receptores entre redes distintas. El segundo, además, permite interactividad. Para más detalles técnicos: 
Estos contenidos se encapsulan en paquetes IP y antes de introducirlo a la red se codifica con la lógica de DVB-H o DVB-SH, los protocolos que aseguran una buena transmisión de la información digital a dispositivos móviles desarrollados por DVB.

### PSI/SI
PSI/PI (Programme Specific Information/ Service Information) sirve para identificar el servicio cuando el Transport Stream que la contiene se genera en redes radio diferentes, en este caso, el identificador del Transport Stream no es suficiente para discernir entre los programas que contiene el múltiplex que el usuario ha seleccionado. Para detalles técnicos: